# Fiat 2800 (trasporto truppe)
La Fiat 2800 o CVP-4 fu un prototipo di veicolo trasporto truppe italiano realizzato durante la seconda guerra mondiale come copia delle diffuse cingolette inglesi Universal Carrier.

## Storia
Il Regio Esercito era entrato in guerra nel 1940 privo di veicoli blindati per il trasporto ed il combattimento delle fanterie. Solo dopo l'inizio delle ostilità si tentò di porre riparo ma con scarsi risultati, viste la priorità assegnata allo sviluppo di adeguati carri armati. Gli unici mezzi di questo tipo ad entrare effettivamente in servizio furono di tipo ruotato, come il Fiat-SPA S37, il SPA Dovunque 35 protetto ed il Fiat 665NM protetto.
L'esercito era rimasto impressionato dalle prestazioni delle cosiddette "cingolette" Vickers inglesi, ovvero mezzi cingolati derivati dallo scafo di carri armati leggeri impiegate per il trasporto dei fanti e come piattaforme per mitragliatrici, mortai, lanciafiamme. Vennero così avviati due progetti: la Ansaldo propose la L40, derivata dal carro leggero L6/40. La Fiat invece realizzò la Cingoletta 2800, anche detta CVP-4 (dal peso in tonnellate), come copia esatta delle Universal Carrier catturate. Dopo lunghe prove e modifiche, gli organi del Regio Esercito preferirono il modello Fiat, più spartano ed economico, rispetto al maggiormente protetto ed armato L40, troppo costoso in quel frangente storico. Tuttavia la bassa priorità del progetto rallentò molto la produzione che si fermò a 12 esemplari che trovarono impiego operativo nella arma di cavalleria nel reggimento motorizzato "Cavallereggi di Lucca" che li utilizzò per il traino delle munizioni dei suoi semoventi da 75/18.

## Tecnica
La Fiat 2800 è un clone fedele delle corrispondenti cingolette, sia nell'impostazione generale del mezzo che in molte soluzioni meccaniche. Lo scafo blindato è composto da due scompartimenti a cielo aperto. Lo scompartimento anteriore ospita il conduttore e, in una casamatta sul lato sinistro, l'armiere, che ha a disposizione una mitragliatrice Breda Mod. 38 da 8 mm. Lo scompartimento posteriore era occupato centralmente dal cofano motore, che azionava le ruote motrici dentate posteriori. Il treno di rotolamento ed il sistema di sospensioni sono fedelmente mutuati da quello del mezzo inglese, anche se su 4 ruote portanti anziché 3, come la Windsor Carrier canadese. Ai lati del propulsore erano ricavati due vani per i fanti della squadra trasportata o per i materiali.